# Philip Stanhope, tercer comte de Chesterfield
Philip Stanhope, 3r comte de Chesterfield(3 de febrer de 1673 - 27 de gener de 1726) va ser un noble anglès, el fill gran de Philip Stanhope, 2n comte de Chesterfield, de la seva tercera esposa, que fou Lady Elizabeth Dormer.
El 1692, Stanhope es va casar amb  Lady Elizabeth Savile, filla del  Marquès d'Halifax. El va succeir el seu fill, Philip Stanhope, 4t comte de Chesterfield . El seu segon fill va ser  Sir William Stanhope que era un polític.
El seu treball com a escriptor va ser molt conegut després de la seva mort. Després de la seva mort es van publicar molts assajos sobre el seu fill.